# هیروجی ساتو

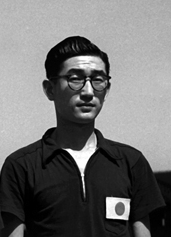
هیروجی ساتو - ۱۹۵۲

هیروجی ساتو (انگلیسی: Hiroji Satoh؛ ۱۹۲۵ – ۲۰۰۰) یک بازیکن تنیس روی میز اهل ژاپن بود. 
وی در مسابقات کشوری و بین‌المللی در مجموع برنده ۱ مدال طلا، ۲ مدال نقره، ۳ مدال برنز شده‌است.